# Список умерших в 1888 году
В этой статье представлен список известных людей, умерших в 1888 году.
- См. также: Категория:Умершие в 1888 году

## Январь
- 2 января — Уно Сигнеус (77) — финский педагог.
- 5 января — Анри Герц (85) — французский пианист и композитор австрийского происхождения. Брат Жака Симона Герца.
- 10 января — Зинаида Пенкина (26—27) — первая русская женщина-библиограф.
- 23 января — Эжен Марен Лабиш (72) — французский романист и драматург (автор водевиля «Соломенная шляпка» и мн. др.).
- 29 января — Эдвард Лир (75) — английский художник и поэт, один из основоположников «поэзии бессмыслицы» (англ. nonsensical poetry), автор многочисленных популярных абсурдистских лимериков.
- 29 января — Филипп Яновский (65) — генерал-лейтенант морской артиллерии, русский морской агент в Париже.
- 31 января — Джон Томас Босуэлл-Сайм (65) — шотландский ботаник.

## Февраль
- 2 февраля — Феликс Огюст Клеман (61) — французский художник.
- 3 февраля — Карл Теодор Байргофер (75) — немецкий философ, публицист и политик.
- 3 февраля — Василий Икорников (28) — русский писатель.
- 4 февраля — Макс Шмидт (53) — немецкий естествоиспытатель.
- 14 февраля — Артур Никутовский (58) — прусский художник и педагог.
- 15 февраля — Мориц Барах (69) — австрийский писатель.
- 24 февраля — Сет Кинмэн (72) — американский охотник и изготовитель мебели.
- 25 февраля — Михаэль Клапп (53—54) — австрийский журналист, писатель и драматург.
- 27 февраля — Владимир Толстой (81) — прапорщик Московского пехотного полка, декабрист.

## Март
- 6 марта — Луиза Мэй Олкотт (55) — американская писательница, прославившаяся изданным в 1868 году романом «Маленькие женщины», который был основан на воспоминаниях о её взрослении в обществе трёх сестёр.
- 6 марта — Анри Фурнье (87) — французский издатель, автор «Трактата о типографии» («Traité de la typographie», 1825).
- 8 марта — Влодзимеж Чацкий (53) — польский кардинал, папский дипломат, поэт и публицист.
- 9 марта — Вильгельм I (90) — германский император с 18 января 1871 года, король Пруссии со 2 января 1861 года.
- 9 марта — Эвальд Август Кёниг (54) — немецкий беллетрист.
- 11 марта — Фридрих Вильгельм Райффайзен (69) — немецкий общественный деятель, бургомистр, пионер кооперативного движения.
- 16 марта — Мария Соллогуб (66) — графиня, тверская помещица, жена советника русского посольства в Вене, знатока искусств Льва Соллогуба, сестра известного славянофила Юрия Самарина.
- 22 марта — Элизабет Бутт (41) — американская художница.
- 22 марта — Мухаммад Шариф (50—51) — главный закятчи Бухары.
- 26 марта — Баргаш ибн Саид (50—51) — султан Занзибара.

## Апрель
- 5 апреля — Всеволод Гаршин (33) — русский писатель, поэт, художественный критик; самоубийство (умер от последствий падения в лестничный пролёт).
- 7 апреля — Самуил Поляков — известный концессионер и строитель железных дорог в Российской империи, меценат.
- 14 апреля — Николай Миклухо-Маклай (41) — российский этнограф, антрополог, биолог и путешественник, изучавший коренное население Юго-Восточной Азии, Австралии и Океании (1870—1880-е годы), в том числе папуасов северо-восточного берега Новой Гвинеи.
- 19 апреля — Франц Ксавьер фон Нейман-Шпалларт (50) — австрийский экономист и статистик.

## Май
- 6 мая — Раффи (52—53) — армянский писатель и поэт, автор исторических романов, художественно-этнографических очерков.
- 7 мая — Семен Абамелик-Лазарев (72) — генерал-майор, художник.
- 7 мая — Генрих Гольпейн (73) — австрийский художник—портретист и комедиограф.
- 9 мая — Дибрелл, Джордж Гиббс[англ.] (66) — американский государственный деятель, генерал Армии Конфедерации во время Гражданской войны в США.
- 10 мая — Александр Гаврилов (31—32) — русский врач, собиратель народных песен; тиф.
- 10 мая — Николай Зибер (44) — российский экономист.
- 11 мая — Фредерик Миллер (63) — американский пивовар, основатель Miller Brewing Company.
- 17 мая — Эдуард Дюрюссель (46) — швейцарский гравёр.
- 18 мая — Джордж Мэй Фелпс (68) — американский изобретатель и конструктор.
- 26 мая — Августа Плагеман (89) — шведская художница.

## Июнь
- 2 июня — Марселино де Саутуола (56—57) — итальянский юрист и археолог-любитель, который владел землёй, где была найдена пещера Альтамира.
- 4 июня — Турки ибн Саид (55—56) — султан Маската.
- 15 июня — Фридрих III (56) — император (кайзер) Германии и король Пруссии с 9 марта 1888 года.
- 21 июня — Александр Крузенштерн (80) — сенатор, действительный тайный советник, сын знаменитого адмирала Ивана Крузенштерна.
- 22 июня — Эдмунд Нойперт (46) — норвежский пианист.
- 30 июня — Антон Филипп Зегессер (71) — швейцарский государственный деятель и историк.

## Июль
- 2 июля — Николай Андреев (63) — вице-адмирал, участник Крымской войны и обороны Севастополя.
- 10 июля — Павел Вяземский (68) — дипломат, литератор и историк русской литературы, сенатор, владелец подмосковной усадьбы Остафьево.
- 10 июля — Александр Дрентельн (64) — русский генерал-адъютант.

## Август
- 5 августа — Отто Саро (70) — прусский юрист, член Рейхстага.
- 8 августа — Орест Лозинский (45) — русский писатель.
- 10 августа — Теодор Жюст (70) — бельгийский историк, профессор истории в Брюссельской военной академии.
- 13 августа — Сергей Пороховщиков — генерал-майор, директор Сибирского кадетского корпуса.
- 14 августа — Тадеуш Стецкий — волынский краевед и писатель.
- 18 августа — Николай Челищев (34) — русский генеалог.
- 27 августа — Анастасий Стафопуло — русский контр-адмирал.

## Сентябрь
- 7 сентября — Густав Гауль — австрийский художник исторического жанра и портретист.
- 22 сентября — Александр Адлерберг (70) — русский генерал, министр Императорского Двора и уделов, канцлер российских Императорских и царских орденов.
- 24 сентября — Михаил Соймонов (37) — русский поэт.
- 25 сентября — Михаил Харузин (28) — русский этнограф, историк, юрист, принимавший активное участие в деятельности Общества любителей естествознания, антропологии и этнографии; тиф.
- 25 сентября — Григорий Галаган (69) — украинский и российский общественный деятель, меценат, дворянин из рода Галаганов.
- 29 сентября — Юлия Хашдеу (18) — румынская поэтесса, дочь Богдана Петричейку Хашдеу; туберкулёз.

## Октябрь
- 15 октября — Алексей Полунин (67—68) — российский патологоанатом, один из основоположников патологической анатомии в России, доктор медицины, тайный советник, декан Медицинского факультета и профессор Московского Университета, издатель, писатель.
- 23 октября — Фрэнсис Грегори (67) — австралийский топограф, путешественник, исследователь, политик, государственный деятель.
- 25 октября — Теодор Кьерульф (63) — норвежский геолог и поэт.

## Ноябрь
- 1 ноября — Николай Пржевальский (49) — русский путешественник и натуралист; брюшной тиф.
- 5 ноября — Кано Хогай (60) — японский художник.
- 10 ноября — Висенте Эррера (67) — коста-риканский юрист и политик, президент Коста-Рики (1876—1877).
- 17 ноября — Якоб Донт (73) — австрийский скрипач, композитор и музыкальный педагог.
- 19 ноября — Василий Купреянов (42) — капитан 2-го ранга, редактор «Морского Сборника».

## Декабрь
- 15 декабря — Александр Гессен-Дармштадтский (65) — принц Гессен-Дармштадтский, генерал от кавалерии, фельдмаршал-лейтенант.
- 15 декабря — Александр Бельцов (34) — русский хирург, приват-доцент Военно-медицинской академии.
- 24 декабря — Михаил Лорис-Меликов (64) — российский военачальник и государственный деятель, член Государственного совета (11 февраля 1880), Министр внутренних дел Российской империи (6 августа 1880—4 мая 1881), автор проекта первой Российской Конституции.

## Дата неизвестна или требует уточнения
- Проспер Горский (74—75) — украинский художник.
- Монтегю Джон Друитт (31) — подозреваемый по делу Джека-потрошителя; самоубийство.
- Генрих Землер (46—47) — немецкий сельскохозяйственный писатель.
- Нам Ге У (76—77) — корейский художник-анималист.